# 1-я драгунская дивизия (Первая империя)
1-я драгунская дивизия (фр. 1er division de dragons) — кавалерийская дивизия Франции периода наполеоновских войн.
19 февраля 1814 года стала 5-й дивизией тяжёлой кавалерии (фр. 5e division de grosse cavalerie).

## Командование дивизии

### Командиры дивизии
- дивизионный генерал Луи Клейн (24 августа 1805 – 14 мая 1807)
- дивизионный генерал Виктор Латур-Мобур (14 мая 1807 – 7 февраля 1812)
- дивизионный генерал Жак Тийи (7 февраля 1812 – 16 июля 1813)
- дивизионный генерал Шарль Трейяр (16 июля 1813 – 19 февраля 1814)

### Начальники штаба дивизии
- полковник штаба Антуан Бертран (24 августа 1805 – 28 октября 1808)
- полковник штаба Луи Башле-Дамвиль (15 октября 1809 – 5 ноября 1811)

## Организация дивизии
На 25 сентября 1805 года:
- командир — дивизионный генерал Луи Клейн
- начальник штаба — полковник штаба Антуан Бертран
- 1-я бригада (командир – бригадный генерал Фенероль)
  - 1-й драгунский полк (командир – полковник Жан-Тома Арриги)
  - 2-й драгунский полк (командир – командир эскадрона Мартен Гобрехт[К 1])
- 2-я бригада (командир — бригадный генерал Шарль Ласалль)
  - 4-й драгунский полк (командир – полковник Пьер Ватье)
  - 14-й драгунский полк (командир – полковник Гийом Лафон-Бланьяк)
- 3-я бригада (командир – бригадный генерал Жак Миле[К 2])
  - 20-й драгунский полк (командир – полковник Николя Рено[К 3])
  - 26-й драгунский полк (командир – полковник Пьер Делорм[К 4])
    - Всего: 2489 человек, 18 эскадронов[1]

На 14 октября 1806 года:
- командир — дивизионный генерал Луи Клейн
- начальник штаба — полковник штаба Антуан Бертран
- 1-я бригада (командир – бригадный генерал Фенероль)
  - 1-й драгунский полк (командир – полковник Иньяс д’Улланбур)
  - 2-й драгунский полк (командир – полковник Итье Приве)
- 2-я бригада (командир — бригадный генерал Жан-Луи Фоконне)
  - 4-й драгунский полк (командир – полковник Огюст Ламот)
  - 14-й драгунский полк (командир – полковник Жозеф Бувье дез Эклаз)
- 3-я бригада (командир – бригадный генерал Жозеф Пикар)
  - 20-й драгунский полк (командир – полковник Николя Рено)
  - 26-й драгунский полк (командир – полковник Пьер Делорм)
    - Всего: 2500 человек, 20 эскадронов, 2 пушки, 1 гаубица[2]

На 1 июня 1807 года:
- 1-я бригада (командир – бригадный генерал Андре Перремон)
  - 1-й драгунский полк (командир – полковник Поль Дермонкур)
  - 2-й драгунский полк
- 2-я бригада (командир — бригадный генерал Иньяс д’Улланбур)
  - 4-й драгунский полк (командир – полковник Огюст Ламот)
  - 14-й драгунский полк (командир – полковник Жозеф Бувье дез Эклаз)
- 3-я бригада (командир – бригадный генерал Александр Дижон)
  - 20-й драгунский полк (командир – полковник Жювеналь Корбино)
  - 26-й драгунский полк (командир – полковник Виталь Шаморен)

На 19 февраля 1814 года:
- 1-я бригада (командир – бригадный генерал Пьер Имер)
  - 4-й драгунский полк
  - 14-й драгунский полк
  - 26-й драгунский полк
- 2-я бригада (командир – бригадный генерал Франсуа Ормансе)
  - 17-й драгунский полк
  - 24-й драгунский полк
  - 27-й драгунский полк

## Подчинение и номер дивизии
- 1-я драгунская дивизия резервной кавалерии Великой Армии (29 августа 1805 года);
- 1-я драгунская дивизия 1-го корпуса резервной кавалерии Великой Армии (13 декабря 1806 года);
- 1-я драгунская дивизия резервной кавалерии Великой Армии (12 января 1807 года);
- 1-я драгунская дивизия 6-го армейского корпуса Великой Армии (1808 год);
- 1-я драгунская дивизия резервной кавалерии Армии Испании (15 октября 1808 года);
- 1-я драгунская дивизия Южной армии (январь 1810 года);
- 2-я кавалерийская дивизия Пиренейской армии (16 июля 1813 года).

## Награждённые

### Высшие офицеры ордена Почётного легиона
- Виктор Латур-Мобур, 20 мая 1811 года  — дивизионный генерал, командир дивизии

### Комманданы ордена Почётного легиона
- Жан-Тома Арриги, 25 декабря 1805 – полковник, командир 1-го драгунского
- Пьер Делорм, 25 декабря 1805 – полковник, командир 26-го драгунского
- Гийом Лафон-Бланьяк, 25 декабря 1805 – полковник, командир 14-го драгунского
- Итье Приве, 25 декабря 1805 – полковник, командир 2-го драгунского
- Николя Рено, 25 декабря 1805 – полковник, командир 20-го драгунского
- Жювеналь Корбино, 11 декабря 1808 – полковник, командир 20-го драгунского
- Виталь Шаморен, 11 декабря 1808 – полковник, командир 26-го драгунского

### Офицеры ордена Почётного легиона
- Комон, 10 мая 1807 – лейтенант 2-го драгунского
- Жозеф Бувье дез Эклаз, 14 мая 1807 – полковник, командир 14-го драгунского
- Огюст Ламот, 14 мая 1807 – полковник, командир 4-го драгунского
- Буссар, 18 февраля 1808 – командир эскадрона 20-го драгунского
- Дессод, 18 февраля 1808 – командир эскадрона 20-го драгунского
- Себастьян Перки, 18 февраля 1808 – командир эскадрона 4-го драгунского
- Рузьё, 18 февраля 1808 – командир эскадрона 1-го драгунского
- Лафитт, 9 июня 1808 – капитан, командир роты 26-го драгунского
- Луи Башле-Дамвиль, 20 мая 1811 – полковник, начальник штаба дивизии

### Комментарии
1. ↑  Командир полка  Итье Приве возглавлял в ходе кампании 1-й полк пеших драгун
2. ↑  Большую часть кампании выполнял функции коменданта различных городов
3. ↑  Большую часть кампании действовал в составе 1-й бригады
4. ↑  Большую часть кампании действовал в составе 2-й бригады